# Karabin maszynowy Vickers

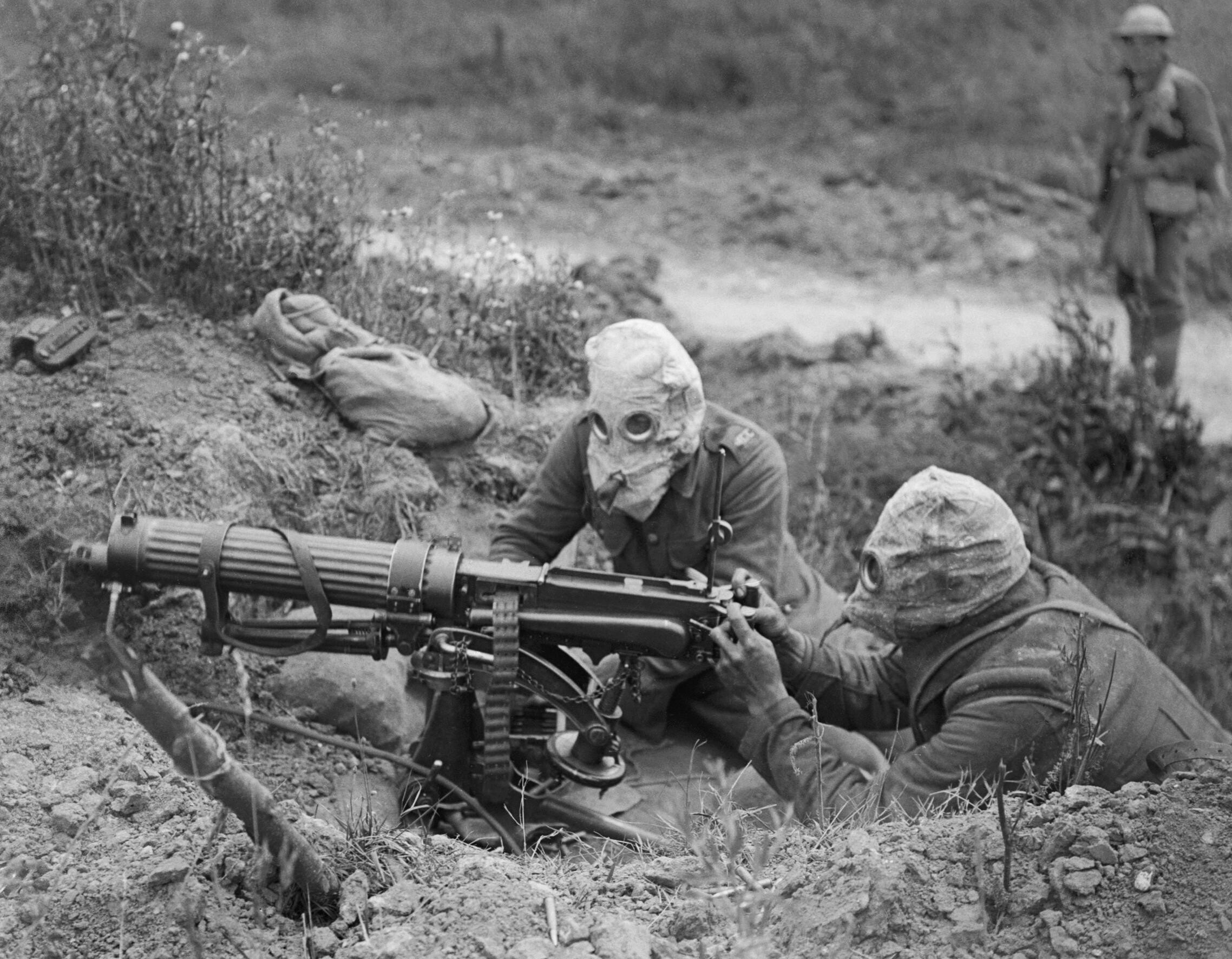
Vickers na stanowisku bojowym w bitwie nad Sommą, lipiec 1916.

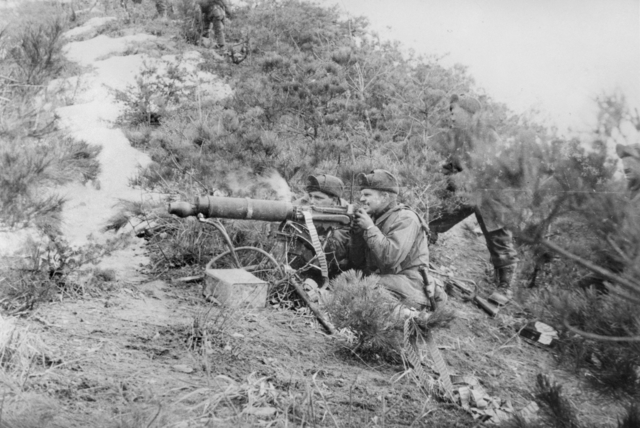
Australijscy żołnierze obsługujący karabin maszynowy Vickers podczas wojny koreańskiej, luty 1951.

Karabin maszynowy Vickers (ang. Vickers machine gun lub Vickers gun) – ciężki karabin maszynowy kalibru 0,303 cala (7,7 mm) produkowany przez firmę Vickers.

## Historia powstania
Po wykupieniu firmy Maxim inżynierowie Vickersa zaczęli pracować nad ulepszeniem karabinu maszynowego Maxim. Nowa broń weszła oficjalnie do służby w armii brytyjskiej 26 listopada 1912 roku i została wycofana ze służby czynnej ponad 50 lat później, 30 marca 1968 roku.

## Opis konstrukcji
W zależności od wersji karabin ważył pomiędzy 11 a 13 kg, a jego podstawa ważyła od 18 do 23 kg. Amunicja była podawana z taśmy, skrzynka amunicyjna z taśmą na 250 naboi ważyła 10 kg. Dodatkowo karabin wymagał około 4,3 l wody na chłodzenie lufy. Jeden karabin był zazwyczaj obsługiwany przez ośmioosobową drużynę żołnierzy – jeden z żołnierzy był strzelcem, jeden podawał amunicję, a reszta pomagała przenosić karabin, skrzynki amunicyjne i części zamienne.
Lufa karabinu była chłodzona przez odparowanie (ang. evaporative cooling) – lufę otaczał zbiornik wypełniony wodą, gorąca para ze zbiornika odprowadzana była wężykiem do stojącej nieopodal chłodnicy (zazwyczaj po prostu kanistra, do którego wlano trochę wody na dno).
Cały karabin miał 1,1 m długości, praktyczna szybkostrzelność wynosiła pomiędzy 450 a 600 strzałów na minutę, a zasięg wynosił trochę ponad 4 km. Używał standardowej amunicji brytyjskiej kalibru 0,303 cala (7,7 × 56 mm). Istniała także wersja kalibru 0,5 cala – Vickers 12,7 mm.

## Użycie bojowe
Vickers był niezawodną bronią, bardzo lubianą przez żołnierzy, mógł prowadzić nieustanny ogień nawet przez wiele godzin. Spektakularnym przykładem tego była akcja pod High Wood 24 sierpnia 1916 roku w czasie bitwy nad Sommą podczas I wojny światowej. 100. Kompania Karabinów Maszynowych (w jej skład wchodziło 10 karabinów Vickers) otrzymała rozkaz nieustannego ostrzału miejsca znajdującego się w odległości 2000 jardów, gdzie, jak podejrzewano, będą zbierali się niemieccy żołnierze w czasie przygotowania do kontrataku. Podczas dwunastogodzinnej akcji żołnierze dwóch kompanii piechoty nieustannie donosili amunicję, wodę i pożywienie dla obsługi karabinów maszynowych, w tym czasie zużyto każdą kroplę wody dostępną w okolicy – włącznie z zawartością wiaderek z latryn, łącznie wymieniono 100 nowych luf i wystrzelono ponad milion sztuk amunicji. Rekordowy Vickers wystrzelił ponad 120 000 naboi i żaden karabin nie zepsuł się w czasie ostrzału.
Od 1916 roku Vickers używany był także jako uzbrojenie samolotów brytyjskich i francuskich. W tej wersji osłona lufy była przecinana w kilku miejscach tak, że lufa była chłodzona przez przepływ powietrza. 
Lotnicze karabiny maszynowe Vickers były używane także w polskim lotnictwie jako typowe uzbrojenie samolotów na przełomie lat 20. i 30. XX wieku, stosowane do II wojny światowej. Używano ich w wersji zsynchronizowanej (wzór E) i obserwatora (wzór F). Nie miały jednak dobrej opinii pod względem jakości. W latach 1933–1937 777 karabinów zmodyfikowano na standardowy nabój 7,92 × 57 mm Mauser.